# Basketball Club Žalgiris 2011-2012
Questa voce raccoglie le informazioni riguardanti il Basketball Club Žalgiris nelle competizioni ufficiali della stagione 2011-2012.

## Stagione
La stagione 2011-2012 del Basketball Club Žalgiris è la 19ª nel massimo campionato lituano di pallacanestro, la Lietuvos krepšinio lyga.

## Roster
Aggiornato al 14 luglio 2021.
| Žalgiris Kaunas 2011-12 | Žalgiris Kaunas 2011-12 |
| Giocatori               | Staff tecnico           |
| ----------------------- | ----------------------- |

| N. | Naz.                                       | Ruolo | Nome                 | Anno | Alt.   | Peso   |  |
| -- | ------------------------------------------ | ----- | -------------------- | ---- | ------ | ------ |  |
| 4  | Stati Uniti (bandiera)                     | P     | Ty Lawson            | 1987 | 180 cm | 88 kg  |  |
| 6  | Croazia (bandiera)                         | G     | Marko Popović        | 1982 | 182 cm | 84 kg  |  |
| 7  | Lituania (bandiera)                        | AP    | Vytenis Lipkevičius  | 1989 | 196 cm | 95 kg  |  |
| 9  | Lituania (bandiera)                        | P     | Mantas Kalnietis     | 1986 | 195 cm | 92 kg  |  |
| 10 | Lituania (bandiera)                        | G     | Tomas Delininkaitis  | 1982 | 190 cm | 80 kg  |  |
| 11 | Serbia (bandiera)                          | C     | Milovan Raković      | 1985 | 208 cm | 122 kg |  |
| 12 | Lituania (bandiera)                        | AG    | Tadas Klimavičius    | 1982 | 204 cm | 107 kg |  |
| 13 | Lituania (bandiera)                        | AG    | Paulius Jankūnas (C) | 1984 | 205 cm | 107 kg |  |
| 14 | Lituania (bandiera)                        | AG    | Povilas Butkevičius  | 1987 | 203 cm | 106 kg |  |
| 15 | Lituania (bandiera)                        | C     | Robertas Javtokas    | 1980 | 211 cm | 120 kg |  |
| 17 | Croazia (bandiera)                         | C     | Mario Delaš          | 1990 | 207 cm | 99 kg  |  |
| 19 | Lituania (bandiera)                        | A     | Mindaugas Kuzminskas | 1989 | 205 cm | 99 kg  |  |
| 20 | Lituania (bandiera)                        | AP    | Dainius Šalenga      | 1977 | 197 cm | 93 kg  |  |
| 21 | Lituania (bandiera)                        | G     | Artūras Milaknis     | 1986 | 195 cm | 90 kg  |  |
| 22 | Stati Uniti (bandiera)                     | AG    | Reeves Nelson        | 1991 | 203 cm | 107 kg |  |
| 24 | Stati Uniti (bandiera)                     | AP    | Sonny Weems          | 1986 | 198 cm | 93 kg  |  |
| 41 | Stati Uniti (bandiera)                     | P     | DeJuan Collins       | 1976 | 188 cm | 85 kg  |  |
| -  | Stati Uniti (bandiera) · Egitto (bandiera) | C     | Omar Samhan (IN)     | 1988 | 211 cm | 137 kg |  |

| Allenatore |
| - Īlias Zouros (fino al 20 ottobre) - Vitoldas Masalskis (dal 20 ottobre fino al 31 ottobre) - Aleksandar Trifunović (dal 31 ottobre)            |
| Assistente/i |
| - Mindaugas Brazys - Īlias Kantzourīs - Oliver Kostić - Saulius Štombergas (dal 9 novembre) Legenda - (C) Capitano - (IN) Inattivo - Infortunato |

## Mercato

### Sessione estiva
| Acquisti | Acquisti              | Acquisti           | Acquisti      | Acquisti |
| R.a      | Nome                  | da                 | Modalità      |          |
| -------- | --------------------- | ------------------ | ------------- | -------- |
| G        | Marko Popović         | UNICS Kazan'       | definitivo    |          |
| AG       | Povilas Butkevičius   | Rūdupis Prienai    | fine prestito |          |
| P        | Ty Lawson             | Denver Nuggets     | definitivo    |          |
| C        | Milovan Raković       | Mens Sana Siena    | prestito      |          |
| GA       | Sonny Weems           | Toronto Raptors    | definitivo    |          |
| C        | Robertas Javtokas     | Valencia           | definitivo    |          |
| C        | Mario Delaš           | Šiauliai           | fine prestito |          |
| G        | Žygimantas Janavičius | Šiauliai           | fine prestito |          |
| A        | Siim-Sander Vene      | R. Ludwigsburg     | fine prestito |          |
| C        | Mindaugas Kupšas      | Žalgiris Kaunas II | fine prestito |          |
| P        | Vytenis Čižauskas     | Nevėžis            | fine prestito |          |

| Cessioni | Cessioni              | Cessioni         | Cessioni         | Cessioni |
| R.       | Nome                  | a                | Modalità         |          |
| -------- | --------------------- | ---------------- | ---------------- | -------- |
| G        | Marcus Brown          |                  | ritirato         |          |
| C        | Mario Delaš           | Baltai Kaunas    | prestito         |          |
| AC       | Travis Watson         | Free agent       | fine contratto   |          |
| AP       | Martynas Pocius       | Real Madrid      | fine contratto   |          |
| C        | Boban Marjanović      | CSKA Mosca       | fine prestito    |          |
| P        | Aleksandar Ćapin      | Olimpija Lubiana | fine contratto   |          |
| C        | Trent Plaisted        | Free agent       | fine contratto   |          |
| G        | Žygimantas Janavičius | Baltai Kaunas    | prestito         |          |
| A        | Siim-Sander Vene      | Baltai Kaunas    | prestito         |          |
| C        | Mindaugas Kupšas      | Baltai Kaunas    | prestito         |          |
| P        | Šarūnas Vasiliauskas  | Baltai Kaunas    | rinnovo prestito |          |
| G        | Adas Juškevičius      | Rūdupis Prienai  | rinnovo prestito |          |
| P        | Vytenis Čižauskas     | Baltai Kaunas    | prestito         |          |
| G        | Kaspars Vecvagars     | Baltai Kaunas    | prestito         |          |

### Dopo l'inizio della stagione
| Acquisti | Acquisti             | Acquisti        | Acquisti         | Acquisti      |
| R.       | Nome                 | da              | Data             | Modalità      |
| -------- | -------------------- | --------------- | ---------------- | ------------- |
| AP       | Vytenis Lipkevičius  | Baltai Kaunas   | 4 novembre 2011  | definitivo    |
| P        | Šarūnas Vasiliauskas | Baltai Kaunas   | 30 novembre 2011 | fine prestito |
| AG       | Reeves Nelson        | UCLA Bruins     | 23 dicembre 2011 | definitivo    |
| AP       | Dainius Šalenga      | Rūdupis Prienai | 27 dicembre 2011 | definitivo    |
| A        | Siim-Sander Vene     | Baltai Kaunas   | febbraio 2012    | fine prestito |
| C        | Mario Delaš          | Baltai Kaunas   | 20 marzo 2012    | fine prestito |

| Cessioni | Cessioni             | Cessioni        | Cessioni         | Cessioni       |
| R.       | Nome                 | a               | Data             | Modalità       |
| -------- | -------------------- | --------------- | ---------------- | -------------- |
| P        | Šarūnas Vasiliauskas | Lietkabelis     | 30 novembre 2011 | prestito       |
| G        | Artūras Milaknis     | Prienai         | 2 dicembre 2011  | rescissione    |
| P        | Ty Lawson            | Denver Nuggets  | 7 dicembre 2011  | fine contratto |
| C        | Omar Samhan          | Houston Rockets | 13 dicembre 2011 | rescissione    |
| AG       | Povilas Butkevičius  | Prienai         | 18 gennaio 2012  | prestito       |
| AG       | Reeves Nelson        | Free agent      | 1 febbraio 2012  | fine contratto |
| A        | Siim-Sander Vene     | VEF Rīga        | febbraio 2012    | prestito       |
| P        | DeJuan Collins       | Free agent      | 14 aprile 2012   | rescissione    |